# Chrystyna Solovij
Chrystyna Ivanivna Solovij (in ucraino Христина Іванівна Соловій?; Drohobyč, 17 gennaio 1993) è una cantante ucraina.

## Biografia
Nata in una famiglia di direttori di coro, Solovij ha completato il proprio percorso di studi presso l'Università di Leopoli, dove si è laureata in filologia slava. Ha incrementato la propria visibilità con la sua partecipazione a Holos kraïny, dove è entrata nel team di Svjatoslav Vakarčuk e si è fermata alle semifinali. A seguito del programma è avvenuta la pubblicazione dell'album in studio d'esordio Žyva voda, che ha portato la cantante a ricevere il suo primo YUNA per Trymaj, divenuto uno dei principali successi radiofonici a livello nazionale per otto anni consecutivi. Nel febbraio 2017 è stato invece intrapreso il suo primo tour musicale, che ha attraversato le città di Leopoli, Kiev, Odessa, Dnipro e Charkiv.
Chto, jak ne ty?, classificatosi al 4º posto nella hit parade ucraina, ha anticipato l'uscita del secondo LP Ljubyj druh (2018), il quale le ha garantito una candidatura per il YUNA alla miglior interprete femminile. Otterrà un'ulteriore nomination alla medesima gala di premiazione nel 2021, anno in cui è stato divulgato il terzo disco Rosa ventorum.

## Discografia

### Album in studio
- 2015 – Žyva voda
- 2018 – Ljubyj druh
- 2021 – Rosa ventorum

### EP
- 2023 – Rizdvjaniï sny
- 2024 – Rosa Venturum III

### Singoli
- 2016 – Chto, jak ne ty?
- 2017 – Fortepiano
- 2018 – Škidlyva zvyčka
- 2020 – Zyma (con Oleh Skrypka)
- 2020 – Kolyskova
- 2020 – Koala
- 2021 – Vtikala
- 2021 – Taksi (con i Kalush)
- 2021 – Do kraju
- 2022 – Ukraïns'ka ljut'
- 2022 – Ja tvoja zbroja
- 2022 – Junist'
- 2023 – Mova vitru (con Artem Pyvovarov)
- 2023 – Čornomorčyk
- 2023 – Lisova pisnja
- 2023 – Podzvonyty mami
- 2023 – Hobelen (con Mertvyj pisen')
- 2023 – Serce (con Žadan i Sobaky)
- 2024 – Kamerton
- 2024 – Kučeryky
- 2024 – Divčyno myla (con Volodymyr Dantes)
- 2025 – Cholodna krov (con Palindrom)